# Fissidens caespitosus
Fissidens caespitosus är en bladmossart som beskrevs av Ruthe in Limpricht 1887. Fissidens caespitosus ingår i släktet fickmossor, och familjen Fissidentaceae. Inga underarter finns listade i Catalogue of Life.